# DS-P1
DS-P1 – seria radzieckich satelitów technologicznych wyprodukowanych przez biuro konstrukcyjne OKB-586 (obecne KB Jużnoje). Wynoszone w kosmos rakietą Kosmos 63S1 z kosmodromu Kapustin Jar. Stanowiły część dużego programu Dniepropetrowsk Sputnik (DS). Ważyły około 355 kg.
Były to satelity służące do testów radarowych i eksperymentów z pociskami balistycznymi Sił Powietrznych Związku Radzieckiego. Prawdopodobnie przeprowadzały też pomiary fizyczne przestrzeni kosmicznej.
Wystrzelono cztery satelity tej serii:
- Kosmos 6 – pomyślnie wystrzelony 30 czerwca 1962
- DS-P1 2 – wystrzelony 6 kwietnia 1963. Start nie powiódł się z powodu awarii w pierwszym członie rakiety nośnej
- Kosmos 19 – pomyślnie wystrzelony 6 sierpnia 1963
- Kosmos 25 – pomyślnie wystrzelony 27 lutego 1964